# Воронежка
Воронежка — река в России, протекает по Волховскому району Ленинградской области. Впадает в Ладожское озеро. Бассейн Воронежки находится между бассейнами рек Сясь и Паша.

## География
Воронежка начинается слиянием двух истоков, Рассоха и Галика, вытекающих из западной части болота Соколий Мох. Река течёт на северо-запад, принимает левый приток Васкиль. Около урочища Надозерье поворачивает на север. Под острым углом пересекает железную дорогу Волховстрой — Мурманск, на правом берегу остаётся деревня Юги, на левом — посёлок Юги и одноимённая железнодорожная станция. Ниже по течению на левом берегу деревня Весь, на правом — Потанино. Около Веси река поворачивает на запад, принимает правый приток — Вяницу (в 12 км от устья). Ниже Потанино по правому берегу деревни Самушкино и Горное Елохово, по левому — Шахново. Впадает в Ладожское озеро в деревне Вороново.
Длина реки составляет 41 км, площадь водосборного бассейна — 320 км².

## Данные водного реестра
По данным государственного водного реестра России относится к Балтийскому бассейновому округу, водохозяйственный участок реки — Сясь, речной подбассейн реки — Нева и реки бассейна Ладожского озера (без подбассейна Свирь и Волхов, российская часть бассейнов). Относится к речному бассейну реки Нева (включая бассейны рек Онежского и Ладожского озера).
Код объекта в государственном водном реестре — 01040300112102000018006.

## История
В 1164 году произошла битва на реке Воронежке, в которой новгородцы нанесли поражение шведам.